# Gäddträsket (Nederkalix socken, Norrbotten)
Gäddträsket är en sjö i Kalix kommun i Norrbotten och ingår i Sangisälven-Kalixälvens kustområde. Sjön har en area på 1,19 kvadratkilometer och ligger 26 meter över havet.

## Delavrinningsområde
Gäddträsket ingår i det delavrinningsområde (732979-184722) som SMHI kallar för Utloppet av Gäddträsket. Medelhöjden är 32 meter över havet och ytan är 4,58 kvadratkilometer. Det finns inga avrinningsområden uppströms utan avrinningsområdet är högsta punkten. Avrinningsområdets utflöde mynnar i havet. Avrinningsområdet består mestadels av skog (62 procent). Avrinningsområdet har 1,19 kvadratkilometer vattenytor vilket ger det en sjöprocent på 25,9 procent.